# Francesco Vettori

Stemma della famiglia Vettori

Francesco Vettori (Firenze, 7 novembre 1474 – Firenze, 5 marzo 1539) fu ambasciatore della Repubblica fiorentina presso la corte pontificia di papa Leone X.

## Biografia
Proveniente da una famiglia della nobiltà fiorentina, nel 1512 con suo fratello Paolo, "quegli con la scaltrezza questi con l'ardire, avevano contribuito decisamente alla caduta del Soderini": dal loro negoziato con Niccolò Machiavelli derivò l'iniziativa che persuase Pier Soderini a fuggire da Firenze.
Francesco Vettori era stato inviato dall'imperatore Massimiliano al Congresso di Costanza nel 1507. Ebbe diversi incarichi di governo da parte della famiglia dei Medici; fu amico e consigliere di papa Clemente VII, per cui scrisse "I cinque pareri sul modo di governare Firenze".
Fu amico di Niccolò Machiavelli, che, nell'ambito di una corrispondenza iniziata in primavera, gli scrisse una famosa lettera datata 10 dicembre 1513 in cui descrive la sua giornata nell'esilio dell'Albergaccio, contrapponendo le futili occupazioni del mattino e del pomeriggio allo studio serale dei classici.

## Opere
- Francesco Vettori, Scritti storici e politici, a cura di Enrico Niccolini, Bari, Laterza & figli, 1972.